# Estació de Xilxes
Xilxes és una estació de la línia C-6 de la xarxa de Rodalies Renfe de València situada a l'oest del nucli urbà de Xilxes a la comarca de la Plana Baixa de la província de Castelló.
L'estació es troba a la línia del Corredor Mediterrani, per la qual cosa passen molts trens de llarg recorregut sense parar.
| Procedència/Destinació     | <        | Línia | >       | Procedència/Destinació |
| -------------------------- | -------- | ----- | ------- | ---------------------- |
| Rodalies València de Renfe |          |       |         |                        |
| València-Nord              | La Llosa | C-6   | Moncofa | Castelló de la Plana   |